# 프랭크 페러
프랭크 페러(Frank Ferrer, 1969년 3월 25일 ~ )는 미국의 드러머로, 건즈 앤 로지스의 일원으로 활동하고 있다.